# Pieter Aertsen

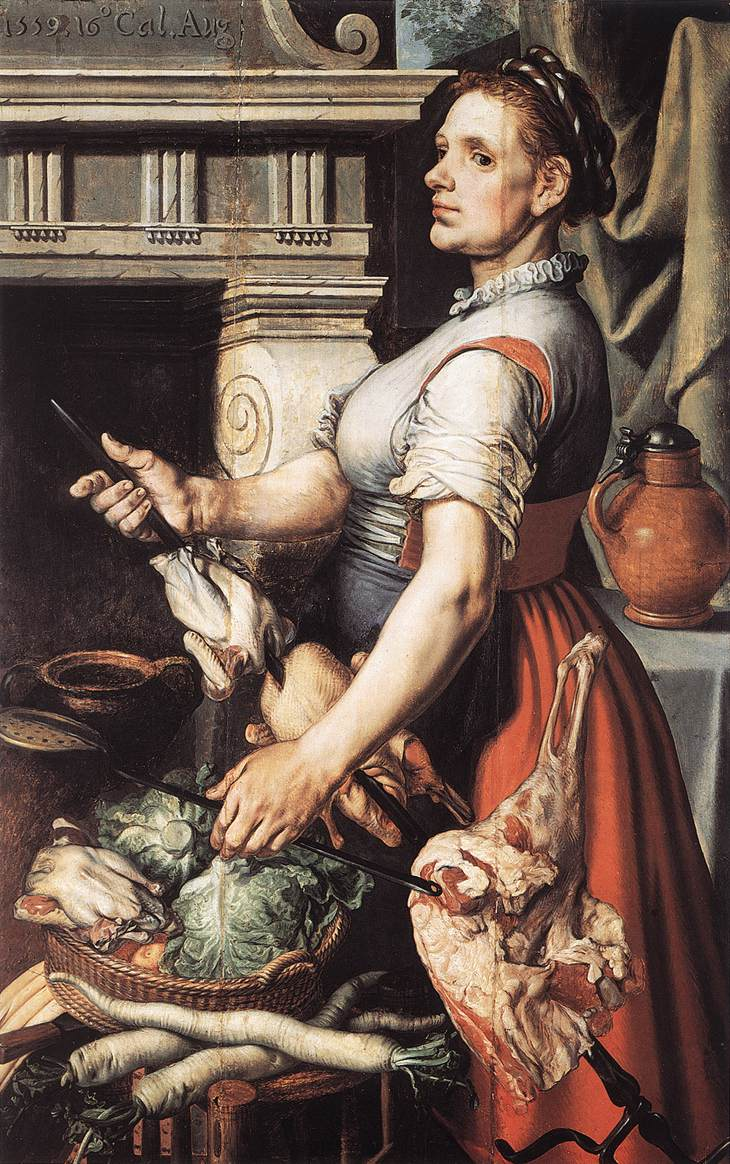
La cuinera de Pieter Aertsen

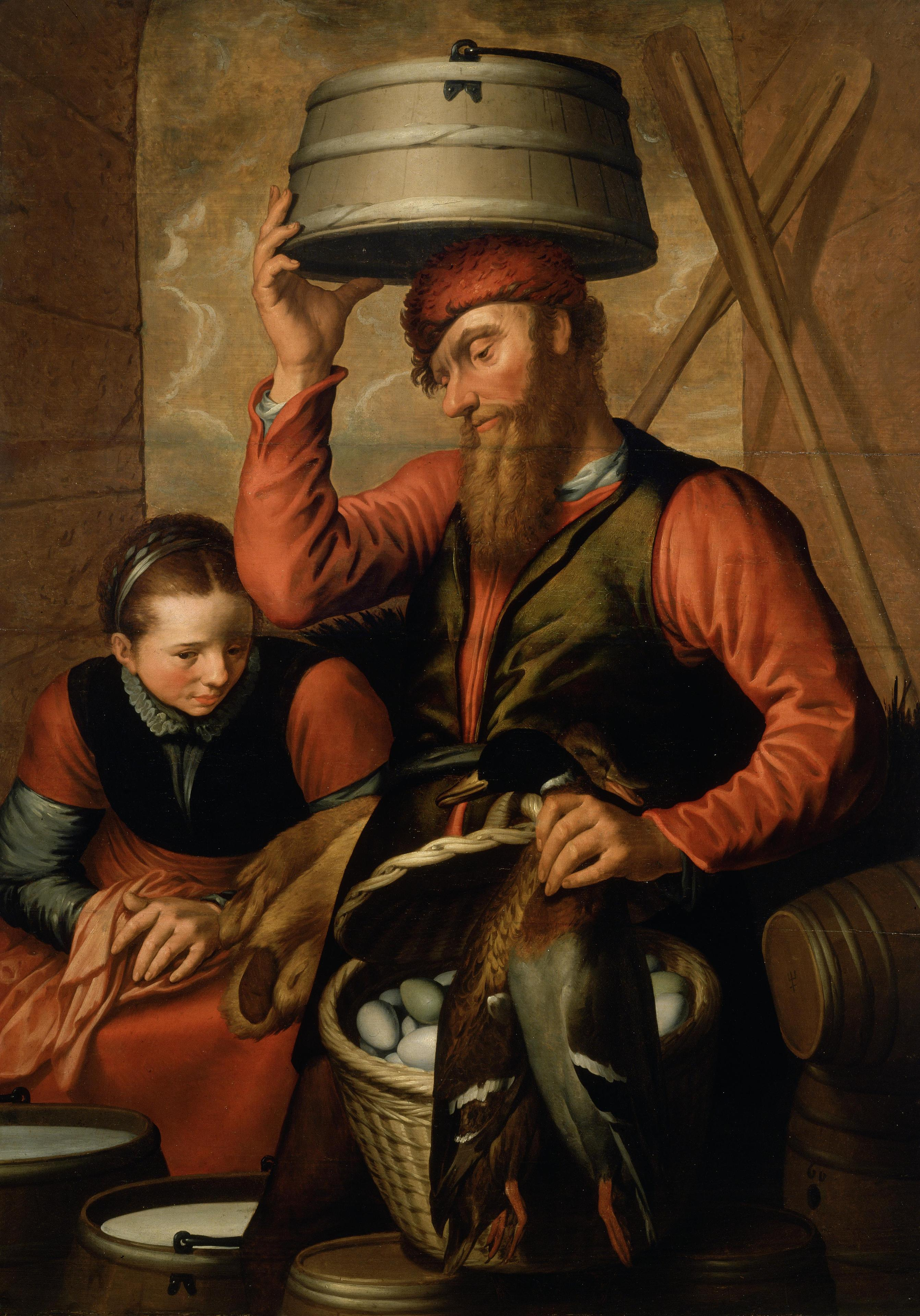
Camperols amb ànecs i ous

Pieter Aertsen (Amsterdam, 1508-1575) fou un pintor neerlandès de temes religiosos, escenes de gènere i natures mortes.

## Biografia
Es va formar a la seua ciutat natal amb Allaert Claesz. Entre els anys 1535 i 1555 va treballar a Anvers, on apareix inscrit el 1535 al Gremi de Sant Lluc. La seua primera obra signada és del 1546. El 1557 torna a Amsterdam, on rep importants encàrrecs per a pintar retaules. La seua gran aportació són les natures mortes monumentals i les cuines, d'un realisme vigorós, gairebé fotogràfic, on s'associen les escenes religioses a les activitats quotidianes i es recupera la lectura simbòlica ja emprada pels primitius flamencs. La seua obra fou precursora de les natures mortes del segle xvii, on s'elimina tota referència directa a la història sagrada. El seu estil, d'un fort realisme, té ressonàncies manieristes i tracta de temes quotidians amb un punt d'humor i de lirisme. El seu alumne Joachim Beuckelaer va ésser el seu seguidor més fidel.

## Obres destacades
- Dona amb pastes i pastera, oli sobre taula, 82 x 63 cm, any 1567, dipositat al Museo Casa Natal de Cervantes (Alcalá de Henares, Madrid)
- La lletera, 1543
- El dinar dels pagesos, 1556
- La cuinera, 1559[2]